# Ernst Hürlimann
Ernst Hürlimann (ur. 19 października 1934 w Wädenswil) – szwajcarski wioślarz, brązowy medalista olimpijski.
Wystąpił na igrzyskach olimpijskich w Rzymie w 1960, gdzie wspólnie z Rolfem Larcherem zdobył brązowy medal w dwójkach podwójnych. W wyścigu finałowym o 3,09 sekundy wyprzedziła ich osada Czechosłowacji, a o 0,10 sekundy lepsza była osada ZSRR. Był to jego jedyny start olimpijski oraz jedyny medal zdobyty na imprezie międzynarodowej.